# Territorial integritet
Territorial integritet er et princip i folkeretten, der omhandler, at en stat ikke bør forsøge at fremme løvrivelsesbevægelser, eller at fremme grænseændringer i andre stater. Den territoriale integritet er et landområdes, en stats garanterede ukrænkelighed.